# 아트록스
아트록스(영문명:Atrox)는 대한민국의 게임 소프트웨어 개발 및 서비스 회사 조이맥스가 개발한 실시간 전략 시뮬레이션 게임으로 2000년에 발매되었다. 발매 후, 당시 한국에서 크게 유행했던 스타크래프트와 지나치게 흡사하다는 악평을 받으면서 아류작이라는 오명과 함께 역사속으로 사라졌다.

## 배경 스토리
AD 2100년, 노만 박사의 '엔젤' 프로젝트 연구 중 만들어진 블랙 엔젤 델라스는 자신을 만든 노만 박사를 죽이고, 연구실을 탈출해 음지에서 자신의 종족을 번성시켜 나갔다.(크리티스종족의 탄생)
하지만 완벽체인 델라스를 제외하고는 2세대 분신은 빛에 약해 지구인을 공격해 그들의 신체를 숙주로 삼고 이동하며 종족수를 늘려 나간다.
그들을 급습한 아메리카합중국과 중앙연방공화국, 지구연방의 추격을 피해 델라스는 몸체를 버리고 사이버 공간으로 사념체가 되어 탈출한다.
외계종족 인텔리언도 지구로 쳐들어와 크리티스에 의해 남극으로 쫓겨난 지구인(호미니언)들과 전쟁을 하며 때로는 크리티스종족과 대규모 전투를 한다.

## 게임 발매
한국, 영국, 독일, 폴란드, 중국, 대만, 일본에서 2000년 12월부터 온, 오프라인 판매를 하고 있다. 국내보다는좋은 매출을 올렸으나 큰 인기는 얻지 못하였다.

## 멀티 플레이
게임 출시 후 몇 년간 아넷이라는 이름으로 멀티플레이 서버를 지원한 바 있으나 지금은 몰락했다.
지금은 IP 로 멀티를 즐길 수 있다.

## 아트록스 프로리그
대한민국의 게임 채널인 온게임넷과 겜비씨에서 "아트록스 프로리그"를 통해 많은 프로게이머를 배출하였으나 모두 다른게임으로 전향했다.

## 표절시비
아트록스가 스타크래프트를 따라한 아류작이라는 혹평을 받자 일부 국내 팬들이 이에 심하게 반발하였다. 그들은 "아트록스가 개발단계가 빨랐으나, 스타크래프트보다 늦게 출시되었다는 이유만으로 아류작 취급을 받았다" 라고 주장하였으나, 스타크래프트가 1998년 발매된 것에 비해 아트록스의 원조격인 "파이널 오딧세이"의 발매가 겨우 1999년, 그 후 파이널 오딧세이2로서 개발된 아트록스가 2000년에나 발매되었으므로 사실상 근거없는 주장으로 밝혀졌다. 또 이들은 "아트록스는 당시 개발이 완료되어 있었으나, 밸런스 부분 미흡으로 인해 발매가 연기되고 있었던 와중, 외국 RTS게임들의 급격한 유입으로 발매를 서두른 결과 낮은 완성도로 출시될 수 밖에 없었던 비운의 작품"이라는 의견도 있었으나, 역시 사실무근한 것으로 밝혀졌다. 또, "국내 팬들의 스타크래프트만을 기준으로 한 끼워맞추기 식의 편협한 게임 평가와 억압은 국산 RTS의 가능성을 우리 스스로 짓밟는 셈"이라는 비판도 있었으나, "유행의 흐름을 타 쉽게 돈 벌어먹으려는 상업성만을 노린 괘씸한 아류작"이라는 반대의견이 지배적이었다.

## 스타크래프트와의 비교
저그와 같은 괴물 프로토스와 같은 우주종족과 인간의 전투라는 배경, 유닛 제어창, 질럿=블레이드 마린=프라이빗 뮤탈리스크=호넷 저글링=화이어 등등 수많은 유닛들이 스타크래프트의 유닛을 그대로 빼온듯하다.
표절시비가 일어났음에도 불구하고 하루만에 대충 구상해낸 듯한 배경스토리나 미션, 만들다 만듯한 켐페인 미션등은 비교할 가치조차 없을정도로 부족하다. 똑같은 게임방식 비슷한 구성의 유닛들 낯익은 스킬들 음악 타격감 그래픽(그래픽 수준은 늦게 발매된 아트록스가 좋다고는 하나 보기에 깔끔해보이는 건 스타크래프트) 켐페인과 스토리의 재미등 모든면에서 부족하나, 다른 국산 스타크래프트 아류작들에 비해서는 그 완성도나 게임성이 좋고, 내용은 표절했고 게임은 만들다 말았지만 기술력만큼은 높히 살 만하기에 더욱 아쉬움을 준다.